# Copa Jorge Newbery
La Copa Jorge Newbery fue un torneo amistoso jugado previo al inicio del campeonato. Se inició al final del verano de 1964 en espera de un torneo que no se sabía si iba a comenzar, a tal punto que el mismo recién comenzó el 26 de abril. La copa inició el 26 de marzo y el último encuentro disputado se jugó el 19 de abril. Cuando se tuvo la certeza de que se iniciaba el campeonato se dio por finalizado el torneo proclamando a San Lorenzo como el ganador del certamen. Los equipos participantes fueron el campeón, Boca Juniors, River Plate, Huracán, Racing Club y Vélez Sarsfield.

## Tabla de posiciones
| Pos | Equipo          | Pts | PJ | PG | PE | PP | GF | GC | Dif |
| --- | --------------- | --- | -- | -- | -- | -- | -- | -- | --- |
| 1   | San Lorenzo     | 8   | 5  | 3  | 2  | 0  | 11 | 4  | 7   |
| 2   | Boca Juniors    | 4   | 4  | 1  | 3  | 0  | 8  | 4  | 4   |
| 3   | River Plate     | 1   | 2  | 0  | 1  | 1  | 3  | 5  | -2  |
| 4   | Vélez Sarsfield | 1   | 2  | 0  | 1  | 1  | 3  | 6  | -3  |
| 5   | Racing Club     | 1   | 2  | 0  | 1  | 1  | 2  | 6  | -4  |
| 6   | Huracán         | 0   | 1  | 0  | 0  | 1  | 0  | 2  | -2  |

| Campeón San Lorenzo |

## Resultados

### Fecha 1
| 26 de marzo de 1964 | San Lorenzo                                   | 3:1 (1:1) | Racing               |                       |                       |
|                     | - Albrecht 34' - Rossi 53' (pen.) - Diogo 57' |           | - Menotti 31' (pen.) | Árbitro(s): Praddaude | Árbitro(s): Praddaude |

| 26 de marzo de 1964 | Vélez Sarsfield               | 2:2 (0:1) | Boca Juniors                             |                      |                      |
|                     | - Subiat 76' - Willington 80' |           | - Rojas 23' (pen.) - Valentim 61' (pen.) | Árbitro(s): Comesaña | Árbitro(s): Comesaña |

### Fecha 2
| 28 de marzo de 1964 | Boca Juniors | 0:0 | San Lorenzo |                      |  |
|                     |              |     |             | Árbitro(s): Coerezza |  |

### Fecha 3
| 4 de abril de 1964 | River Plate        | 2:2 (2:0) | San Lorenzo        |                      |                      |
|                    | - Cubillas 16' 33' |           | - Albrecht 48' 60' | Árbitro(s): Comesaña | Árbitro(s): Comesaña |

| 5 de abril de 1964 | Boca Juniors                  | 2:2 (0:1) | Racing                       |                       |                       |
|                    | - Valentim 51' - Silveira 52' |           | - Petrelli 27' - Perfumo 73' | Árbitro(s): Praddaude | Árbitro(s): Praddaude |

### Fecha 4
| 12 de abril de 1964 | San Lorenzo                                | 4:1 (3:0) | Vélez Sarsfield |                    |                    |
|                     | - Rossi 18' 28' - Diogo 37' - Albrecht 76' |           | - Caronne 47'   | Árbitro(s): Turner | Árbitro(s): Turner |

### Fecha 5
| 18 de abril de 1964 | San Lorenzo                    | 2:0 (0:0) | Huracán |                      |                      |
|                     | - Rossi 53' (pen.) - Veira 88' |           |         | Árbitro(s): Comesaña | Árbitro(s): Comesaña |

### Fecha 6
| 19 de abril de 1964 | River Plate | 0:4 (0:3) | Boca Juniors                                            |                       |                       |
|                     |             |           | - Silveira 10' - Valentim 26' 29' (pen.) - González 49' | Árbitro(s): Goicochea | Árbitro(s): Goicochea |

## Goleadores
| Jugador              | Jugador              | Goles | Equipo       |
| -------------------- | -------------------- | ----- | ------------ |
| Bandera de Argentina | José Rafael Albrecht | 4     | San Lorenzo  |
| Bandera de Argentina | Oscar Rossi          | 4     | San Lorenzo  |
| Bandera de Brasil    | Paulo Valentim       | 4     | Boca Juniors |
| Bandera de Uruguay   | Alcides Silveira     | 3     | Boca Juniors |
| Bandera de Brasil    | Ivo Diogo            | 2     | San Lorenzo  |